# Physocolea
Physocolea là một chi rêu trong họ Lejeuneaceae.